# La vita di O-Haru - Donna galante
(monaca)
La vita di O-Haru - Donna galante (西鶴一代女?, Saikaku ichidai onna) è un film del 1952 diretto da Kenji Mizoguchi. Il regista ha scritto la sceneggiatura basandosi sul libro Kōshoku Ichidai Onna di Ihara Saikaku.
Presentata al festival di Venezia nel 1952, la pellicola è stata candidata per il Leone d'oro al miglior film ed ha vinto l'International Award.
Il film è giudicato come uno dei capolavori di Mizoguchi.

## Trama

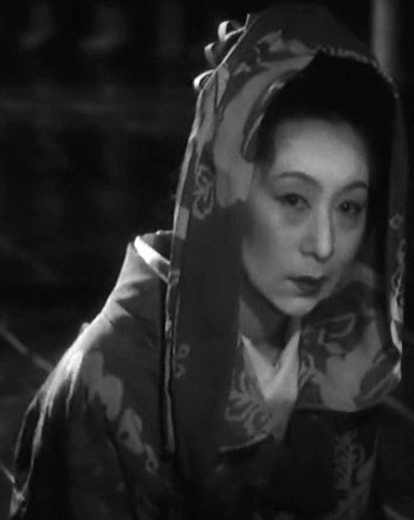
Oharu

Durante una visita ad un tempio, Oharu, un'anziana prostituta, ripercorre gli infausti avvenimenti che hanno caratterizzato la sua vita. Nel 1658 si innamora del servo Katsunosuke, ma la loro relazione clandestina porta la donna e i suoi genitori all'esilio forzato da Kyoto, mentre il servo viene giustiziato. In seguito alla morte di Katsunosuke, Oharu tenta il suicidio per poi venire scelta dal potente signore Matsudaira come madre del suo futuro erede. Partorito il bambino, la donna viene congedata senza la possibilità di crescere il figlio e con il misero compenso di cinque monete d'oro; ritornata a casa, Oharu viene venduta dal padre, che nel frattempo si era indebitato, ad un ricco signore. I contrasti tra lei e la padrona di casa portano Oharu a tornare mestamente dai suoi genitori. Riesce a trovare marito, sposando Yakichi Ogiya, un modesto artigiano che però viene ucciso durante una rapina. Rimasta senza soldi e senza un posto in cui andare, Oharu decide di farsi suora, ma un creditore di suo padre la seduce e viene così cacciata dal tempio. Perduta la speranza di avere una vita soddisfacente, la donna intraprende senza alcun successo la via della prostituzione, finché un giorno viene convocata alla corte di Matsudaira; incredula per questa notizia, inizia a nutrire la speranza di poter riabbracciare il figlio mai conosciuto, ma la realtà è purtroppo per lei diversa: non solo non le viene concesso di vedere il figlio, ma le viene imposto l'esilio dalla corte e di tenere segreta la sua condotta immorale che infanga il buon nome dei Matsudaira. Quest'ultimo evento si rivela così l'ennesima delusione e frustrazione per Oharu, ormai invecchiata e divenuta una mendicante.

## Produzione

### Regia e riprese

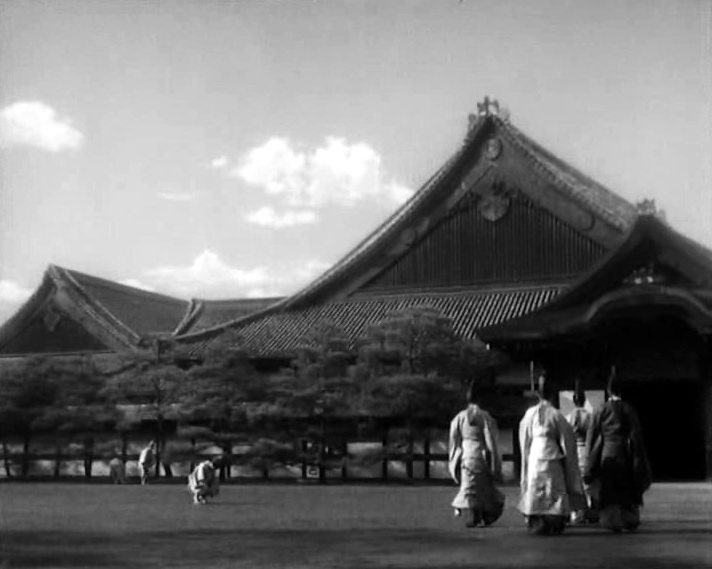
Una scena del palazzo del Daimyō

Kenji Mizoguchi è considerato dalla critica come uno dei più influenti ed eminenti registi giapponesi degli anni cinquanta e insieme a Akira Kurosawa e Yasujirō Ozu ha reso celebre il cinema nipponico agli occhi del mondo occidentale.
Il film, premiato al festival di Venezia, vede al centro della storia la figura di una donna frustrata, rovinata e sottomessa dall'avidità e dalla meschinità dell'uomo, in un contesto affascinante e suggestivo, realizzato dal regista nei minimi particolari, dando alla vicenda un realismo sorprendente. 

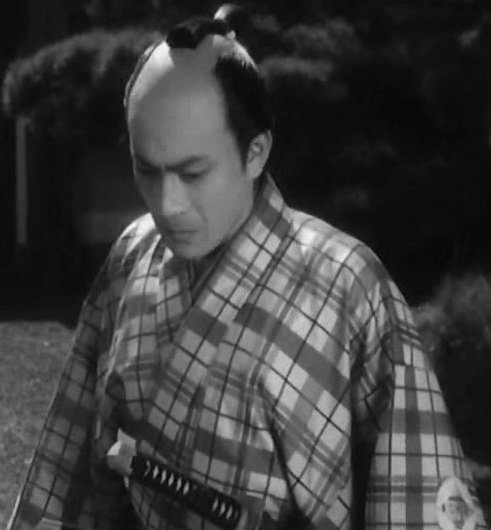
Toshiro Mifune interpreta Katsunosuke

Considerato dal regista stesso come uno dei progetti a cui si sentiva legato maggiormente, il film, dal punto di vista tecnico, è stato realizzato con il ricorso in molteplici scene al piano sequenza, vera e propria caratteristica peculiare del regista che però ha creato diversi problemi nel corso delle riprese. A causa dei pochi mezzi economici a disposizione della produzione, la pellicola fu girata in un capannone, in quanto veri teatri di posa o location specializzate erano fuori dalla portata del progetto. Questo capannone però era situato nei pressi di una ferrovia e, ogni volta che passava un treno, le riprese venivano forzatamente interrotte dal rumore; questo disagio comportò il dover rigirare molte scene da capo, per via dei lunghi, estenuanti ed ininterrotti piani sequenza a cui Mizoguchi non intendeva rinunciare. Lo stesso capannone è stato riutilizzato dal regista Josef von Sternberg per dirigere L'isola della donna contesa.

## Critica
- Mizoguchi racconta la vita di Oharu con un linguaggio contemplativo, implacabile e tenero di una struggente intensità emotiva. Questo è il commento del dizionario Morandini che assegna al film cinque stelle su cinque di giudizio.[2][3]
- Il dizionario Farinotti assegna al film quattro stelle su cinque senza esprimere alcun giudizio critico.[4]
- Il dizionario Mereghetti assegna al film il massimo punteggio, quattro stelle su quattro.[5]